# ビュガラッシュ
ビュガラッシュ (Bugarach) は、フランス南部のコミューン。オクシタニー地域圏、オード県、リムー郡に属する。

## 概要
リムーの南約22kmに位置し、ピレネー＝ゾリアンタル県と接する。ビュガラッシュ山のふもとにある。
13世紀からビュガラッシュに村があったことがたどれる。アルビジョワ十字軍においてフランス軍を率いたレスター伯シモン・ド・モンフォールがこの一帯を征服した。
ルイ15世治世、七年戦争でビュガラッシュの男たちは戦争に駆り出され捕虜となった。男たちは上シレジア（現在のポーランド）にいたと記録されており、そこで帽子を作った。彼らは村へ帰還を果たすと、地域の天然資源である羊毛、木製の道具、河川の水を生かし、帽子製造の技術を永続させた。実用的な理由から、フランス第二帝政時代に同じオード県のコミューン、エスペラザへ帽子製造業は移転した。現在コミューン住民は、多くが農業や、観光客用民宿・ホテル経営で生業をたてている。
20世紀後半から、ビュガラッシュにはニュー・エイジ運動のヒッピーたちが集まるようになった。
また、終末論者より、この村は聖地とみなされており、古代マヤにおける滅亡の日とされる2012年12月21日までに数百人もの終末論者が集まり、フランスの憲兵が派遣されるなど騒ぎとなっている。